# Axxis
Axxis es un grupo alemán de heavy metal, fundado en 1980. La voz única del cantante Bernhard Weiß es una de las marcas distintivas de la banda. Con el tiempo, la banda añadió elementos de Power Metal a su repertorio. 

## Historia
Axxis se fundó antes del 1988. Se componía por el cantante Bernhard Weiß, el guitarrista Walter Pietsch, el bajista Werner Kleinhans y el batería Richard Michalski. Como el propio grupo cuenta en su web, todo comenzó con una "maqueta de una canción" que fue grabada en Kamen (Hermes Studios), con ayuda de Wolfgang Pentighaus en 1988. En esa maqueta tocaban el tema "Tears of the trees" que enviaron a todas las discográficas. Después de que EMI rechazase la firma con Axxis al escuchar esta canción, enviaron la maqueta otra vez, y esta vez fue aceptada, empezaron a delirar en la oficina central de EMI y...la historia de Axxis comenzó.... Se dieron a conocer prácticamente de la noche a la mañana. 
En febrero de 1989 llegaba a las tiendas de todo el mundo "Kingdom of the Night", primer álbum de Axxis, que tras su salida vendió más de 100.000 copias por Europa, Australia, Japón, Canadá y Estados Unidos, convirtiéndose así en el disco debut de la banda de hard rock alemana más vendido de la historia (lo que les reportaría un Multimedia Award). Unos meses más tarde, en septiembre, Axxis estaba de gira por Europa con Black Sabbath. 
Para el segundo álbum, ficharon al teclista Harry Oellers en la banda.  "Axxis II" se publicó en agosto de 1990 acompañado de la primera gira por Alemania, Austria y Suiza y obtuvo un éxito similar al de su predecesor. 
En mayo de 1991, convertidos en uno de los grupos revelación de la escena, grababan "Access All Areas", álbum en directo. Dos años después, en 1993, llegaba "The Big Thrill" producido en Filadelfia y Nueva York por Joey Balin. Axxis hizo una entrada en el "Libro Guinness de los Récords": casi 100 minutos después de su presentación en directo en la rueda de prensa EMI en Colonia, tres de las canciones ya estaban impresas en vinilo. Como curiosidad, este disco fue el último vinilo producido por la fábrica de EMI antes de su cierre, provocado por la muerte del vinilo a favor del CD. The Big Thrill llegaba acompañado de la primera gira en Japón (lanzando después un disco de la gira llamado "Profile - The Best of Axxis). También dieron una gira, esta vez no como teloneros, sino como cabezas de cartel y con teloneros (Gorky Park) por Europa. Durante ese tour pasaron por los festivales Rock Am Ring (Alemania) y Rock Auf Der Insel (Austria). Después de esta gira, el bajista Werner Kleinhans dejó la banda y fue reemplazado por Markus Gfeller. 
Un año después, entre octubre y diciembre de 1994, "Matters Of Survival" era producido en los estudios Goodnight LA (Los Ángeles) por Keith Olsen. El álbum llegaba a las calles en febrero del año siguiente, con la consecuente gira, en la que pasaron por el Rock Am Ring y el Rock Im Park.
"Voodoo Vibes", el disco más roquero del grupo, fue producido en los DierksStudios (Colonia) en solo 18 días de octubre de 1996, y lanzado en febrero de 1997. El álbum se ve influenciado por el Grunge, que estuvo muy de moda en el rock de la década de 1990. Sin embargo, a muchos fanes no les gustó este experimento. En una entrevista que hizo Metal Hammer a Bernhard Weiß en 2004, el cantante admitió que se dejó influenciar por las tendencias de la época. El álbum dio paso a una gira por Alemania en mayo, y una gira acompañando a U.D.O. por Alemania y Suiza en diciembre, tras la cual el guitarrista Walter Pietsch y el bajista Markus Gfeller dejaron la banda. Los restantes miembros, Harry Oellers, Bernhard Weiß y Richtie Michalski decidieron continuar juntos y buscar un nuevo guitarrista y un nuevo bajista. Desde mayo a diciembre de 1998 estuvieron haciendo pruebas hasta que, finalmente, Guido Wehmeyer pasó a ser el nuevo guitarrista y Udo(Kuno) Niemeyer el nuevo bajista de Axxis. 
Al año siguiente, la banda lanzó el álbum "Pure & Rough" digitalmente, pero se vendió en el sitio web de la banda después de la desaparición de la plataforma digital. Este año la banda tocó con su nueva formación en el Wacken Open Air.
Los miembros de Axxis en conjunto se pusieron a trabajar en "Back to the Kingdom", esta vez bajo Massacre Records, que llegaría en marzo de 2000, tras un parón de 2 años. La gira por Alemania junto a Pink Cream 69 fue un éxito, y vendría seguida de "Collection of Power", un EP concebido por la banda como un regalo a los fanes.
En septiembre de 2001 salió a la venta el siguiente álbum de estudio "Eyes of Darkness", CD multimedia que incluía un juego (Rockmine), un clip en directo de la canción "Shadowman" y una versión de la canción de Aphrodite's Child "The Four Horsemen". Desde enero de 2002, la banda realizó una gira Europea con Kamelot, donde Axxis actuó como cabeza de cartel en Alemania pero fueron teloneros durante el resto de la gira. 
En 2003, el grupo resurgía con "Time Machine",que incluía la actuación del batería de Pink Cream 69, Kosta Zafiriou porque Richard Michalski había estado desaparecido durante más de un año, y la búsqueda policial tampoco tuvo éxito. El álbum fue sorprendentemente complejo respecto a los álbumes anteriores. André Hilger de Silent Force se unió a la banda como nuevo batería después del lanzamiento. En 2004 Axxis recorrió Europa con Pink Cream 69 y Crystal Ball. El bajista Kuno Niemeyer dejó la banda en julio de este año y fue reemplazado por Rob Schomaker. Los conciertos con Gotardo continuaron en 2005. 
"Paradise in Flames", de gran éxito, se lanzó en enero de 2006. Fue considerado una de las obras maestras del grupo. Este álbum se caracteriza por un sonido mucho más renovado con respecto a sus trabajos anteriores, así como una fuerza y un desarrollo de las canciones más amplio, con más presencia de los teclados. Pero la característica más importante y notoria de este álbum es la intervención de la cantante "Lakonia", la cual ya había participado en su disco anterior como corista, pero que en este trabajo toma un papel protagonista, mostrando su bella y aguda voz en temas como "Take my hand" "Dance with the dead" o en la preciosa balada "Dont leave me". Es considerado como el mejor disco de Axxis por numerosos fanes, y dentro del cual se encuentra una de las canciones que ya forman parte de las imprescindibles de esta banda: Tales of Glory Island. En marzo recorrieron Italia, Bélgica y Suiza teloneando a Helloween. En mayo giraron junto a Krokus. Tras el lanzamiento del décimo disco de la banda, no podía faltar un recopilatorio, y efectivamente "Best of Axxis" salió el mismo año 2006, aunque el lanzamiento quedó ligeramente empañado por la marcha del guitarrista, Guido Wehmeyer, del grupo y fue reemplazado por Marco Wriedt (un joven de 22 años) a finales de enero de 2007.
El 16 de noviembre de 2007 sale a la venta su décimo álbum: "Doom of Destiny" cuya edición limitada contiene una canción en alemán llamada "Engel aus Hass" por primera vez como bonus extra. Esta vez también contaron con el apoyo vocal de "Lakonia", incluso de forma más intensa que antes.
Desde noviembre de 2007 hasta finales de enero de 2008 hacen una gira por Europa junto a Gamma Ray y Helloween. En 2008 volvieron a tocar en Wacken Open Air. 
Tras la gira el grupo anuncia la salida de su batería, André Hilgers, quien se une a los también alemanes Rage. Mientras que el grupo realizaba pruebas para encontrar sustituto, el puesto estuvo suplido por Dirk Brand. Finalmente, tras una intensa búsqueda, Axxis anuncia a Alex Landenburg (hasta ese momento batería de gira de Annihilator) como nuevo batería. 
En junio de 2008 vuelven a España para actuar en el Metalway Festival de Zaragoza, compartiendo cartel con bandas como Motörhead, Manowar, Heaven and Hell (Black Sabbath), Twisted Sister... y muchas otras bandas más.
Después de las giras ofrecidas en 2008, Axxis comenzó a trabajar en un nuevo proyecto, que salió a la venta el 28 de agosto de 2009 y lleva como título "Utopia", del cual ya afirmaron en su web que sería un trabajo muy especial para celebrar su 20 aniversario. Este álbum se presenta mucho más veloz y potente que sus predecesores, con una especial fijación en los teclados y en los solos rápidos. También incluye un tema en alemán. La portada está de nuevo a cargo de Derek Gores, quien realizó las portadas de los álbumes anteriores. En España salió a la venta, aparte de la edición estándar, una edición especial con la "Canción del 20 Aniversario" donde colaboran, entre otros, artistas como Doro, Andi Deris (Helloween), Schmier (Destruction), David Readman (Pink Cream 69) y Claus Lessmann.
En diciembre de 2009, realizan en Alemania un concierto de cuatro horas con entradas agotadas llamado "20 Years Anniversary Show" para conmemorar sus 20 años de carrera. Este concierto se caracterizó por interpretar numerosos temas de la inmensa mayoría de sus álbumes y por contar con antiguos miembros de la banda que también subieron al escenario para realizar un concierto memorable. Tras el directo, se anunció en la web que en un futuro sería lanzado un DVD del concierto, con otros añadidos, cuya producción se completaría en 2011.
Axxis fundó su propio sello discográfico Phonotraxx Publishing. El Disco/DVD del concierto del vigésimo aniversario fue el primero que publicaron. Esta discográfica será la utilizada para editar todos sus futuros trabajos. 
En mayo de 2012, publicarían un álbum de covers titulado "Rediscovered", el cual versionaba canciones de los años 70-80. Temas como "Stayin Alive" de los Bee Gees, "Another day in paradise" de Phil Collins o incluso la balada "My heart will go on" de James Horner fueron versionadas con un sonido impecable. El disco tuvo una acogida muy buena y vendieron muchos más álbumes de los que esperaban.
En mayo de 2013, publican un vídeo haciendo referencia al próximo trabajo, que consistió en la segunda parte de su primer disco: Kingdom of the Night II. La edición blanca también contiene la canción "21 Crosses" que conmemora a las 21 víctimas del accidente en el Love Parade2010. La banda interpretó esta canción el 24 de julio de 2014 en un acto conmemorativo para las víctimas, en Duisburg. 
Con motivo de su 25 aniversario, Axxis celebró su aniversario el 28 de diciembre de 2014. Invitó a amigos y artistas que acompañaron a la banda. Juntos produjeron un DVD de 3 horas llamado 25 Years Of Rock And Power - Axxis & Friends. Los artistas participantes fueron Doro Pesch, Victor Smolski (Ex-Rage), Hannes Braun (Kissin' Dynamite), André Hilgers (Ex-Rage, ex-Axxis, Silent Force), Janette Scherff (Dawn of Destiny), Lucky Maniatopoulos (Ira), Janni Maniatopoulos (Tri STate Corner). El DVD fue lanzado nuevamente en su propio sello discográfico Phonotraxx Publishing. 
Después de un descanso del trabajo, Axxis informó a principios de 2017 con su álbum Retrolutionque había entrado en el número 36 de las listas alemanas y en octubre de 2018 lanzó el nuevo álbum de estudio "Monster Hero", ambos acompañados de una exitosa gira.
Con motivo de su 30 aniversario en 2019 lanzaron su primer Blu-Ray "Bang Your Head en vivo con Axxis". En noviembre de 2019 lanzan su nuevo álbum doble "Best of EMI-Years" con nuevas grabaciones de canciones compuestas de 1989 a 1997. El lanzamiento se acompañó de una increíbla gira que incluía su paso por el "Rock of Ages", el Wacken Open Air o el  Knock Out Festival. También pasaron por España a principios de 2020 con los teloneros Regresion y Knights of Blood.
Con motivo de la crisis del coronavirus, Axxis decidió hacer una pausa en la composición de su siguiente álbum, pero no fue una pausa total. El 10 de abril de 2020 lanzaron por sorpresa un EP con 7 temas llamado "Virus Of a Modern Time". La curiosidad de dicho EP se remonta al año 2007, cuando Bernhard Weiss y Harry Oellers participaron en la composición de la banda sonora de la obra teatral "Prometheus Brain Project". La obra trata sobre el mito de Prometeo y muestra al ser humano como una criatura capaz de amar y compartir, pero también de ser la causante de muchos problemas como la creación de la bomba atómica o de un virus que destruye a la humanidad. Axxis se vio en la situación idónea para revivir aquellos temas, darles algunos retoques y publicarlos  digitalmente.

## Estilo
El estilo de esta banda germana, siempre ha estado ligado al heavy metal con influencias del rock n' roll. En los inicios, el estilo era más ochentero, con un sonido clásico, que perduró en los álbumes siguientes, aunque fueron algo más tranquilos. A partir de 1995, la música de esta banda, optó primero por un cambio en el modo de hacer las canciones (Matter of survival) y luego por un sonido más roquero (Voodoo Vibes). Poco después, volvieron a sus raíces y, con Back to the kingdom, realizaron una de sus obras maestras, sonando como en el primer álbum (de ahí su nombre), pero a su vez, mostrando más calidad y experiencia. 
Fue en 2004 (Time Machine) donde, la evolución de Axxis, comenzó. En este álbum, se apreciaban nuevas técnicas, como el doble pedal, una aparición mucho más notable del teclado, los coros con voces femeninas. Después, con Paradise In Flames, el sonido de Axxis llegó a lo más alto por diversas razones; así como un preludio orquestado, canciones que alternan voces masculinas y femeninas, solos de guitarra rápidos y melódicos y canciones en su totalidad que han hecho historia en este grupo, como "Tales of glory Island", "Take my hand" o "Lady Moon"; eso si, nunca abandonando el heavy metal que los ha caracterizado, y los caracteriza. 

## Directo
Esta banda se caracteriza a su vez por mostrar una entrega por el público realmente notoria. El vocalista del grupo, Bernhard Weiss, porta siempre consigo un discurso en el idioma del país donde actúan, incluyendo algunas frases en el idioma correspondiente de la zona (por ejemplo, un discurso ofrecido en Español y en Gallego). Es costumbre que en los conciertos, al llegar al set acústico, saquen a un espectador del público (normalmente una chica) y le entregan una pandereta para acompañar al grupo durante dichas canciones. Aun así, no faltan chistes y ánimos durante todo el concierto por parte del grupo. Finalmente, Bernhard Weiss da un toque más de personalidad en los directos; Se trata de un baile que realiza normalmente cuando no canta durante la canción. A la hora de interpretar los temas, el sonido es muy cercano al realizado en estudio, haciendo algunos añadidos o alargando las canciones.

## Miembros
- Bernhard Weiß – voz (1988-presente)
- Harry Oellers – teclados (1990-presente)
- Rob Schomaker – bajo (2004-presente)
- Dirk Brand – batería (2012-presente)
- Matthias Degener – guitarra (2019-presente)

### Antiguos miembros
- Guido Wehmeyer – guitarra (1998-2006)
- Werner Kleinhaus – bajo (1988-1993)
- Walter Pietsch – guitarra (1988-1998)
- Markus Gfeller – bajo (1993-1998)
- Richard Michalski – batería (1988-2004)
- Kuno Niemeyer – bajo (1998-2004)
- André Hilgers – batería (2004-2008)
- Alex Landenburg – batería (2008-2011)
- Marco Wriedt – guitarra (2007-2015)
- Stefan Weber – guitarra (2015-2019)

## Discografía

### Álbumes de estudio
- 1989: Kingdom of the Night
- 1990: Axxis II
- 1993: The Big Thrill
- 1995: Matters of Survival
- 1997: Voodoo Vibes
- 2000: Back to the Kingdom
- 2001: Eyes of Darkness
- 2004: Time Machine
- 2006: Paradise in Flames
- 2007: Doom of Destiny
- 2009: Utopia
- 2012: reDISCOver(ed) (cover)
- 2014: Kingdom of the Night II (Black Edition)
- 2014: Kingdom of the Night II (White Edition)
- 2017: Retrolution
- 2018: Monster Hero
- 2024: Coming Home

### Directos y recopilaciones
- 1991: Access All Areas (Directo)
- 1994: Profile – The Best of Axxis (Recopilación)
- 1999: Pure & Rough (CD digital)
- 2006: Best of Ballads & Acoustic Specials
- 2011: 20 Years of Axxis: The legendary Anniversary Live Show (Doble-DVD y Doble-CD)
- 2019: Best of EMI-Years (Doble-CD, Regrabaciones de los mejores temas de 1989–1997)

### Singles y EPs
- 1989: Kingdom of the Night
- 1989: Living in a World
- 1989: Fire and Ice
- 1990: Tears of the Trees
- 1990: Ships Are Sailing
- 1990: Touch the Rainbow
- 1990: Hold You
- 1990: Save Me
- 1991: Little Look Back (Directo)
- 1993: Stay Don’t Leave Me
- 1993: Love Doesn’t Know Any Distance
- 1995: Another Day
- 1997: Sarajevo
- 2000: Collection of Power
- 2020: Virus Of a Modern Time

### Álbumes de vídeo
- 2011: 20 Years of Axxis: „The legendary Anniversary Show“ Zeche/Bochum (directo)
- 2015: 25 Years of Rock & Power – Axxis & Friends – A Very Special Show (directo)
- 2019:  Bang Your Head with Axxis (Blu-Ray del ‚Bang Your Head‘ Festival 2017)